# Spinimegopis formosana
Spinimegopis formosana är en skalbaggsart. Spinimegopis formosana ingår i släktet Spinimegopis och familjen långhorningar.

## Underarter
Arten delas in i följande underarter:
- S. f. formosana
- S. f. lanhsuensis
- S. f. tamdaoana